# Acheilognathus barbatulus
Acheilognathus barbatulus е вид лъчеперка от семейство Шаранови (Cyprinidae). Видът е незастрашен от изчезване.

## Разпространение
Разпространен е във Виетнам, Китай (Гуандун, Гуанси, Джъдзян, Хънан, Шандун и Юннан) и Лаос.

## Описание
На дължина достигат до 8,4 cm.